# Fairmairoplia furfurosa
Fairmairoplia furfurosa är en skalbaggsart som beskrevs av Marc Lacroix 1997. Fairmairoplia furfurosa ingår i släktet Fairmairoplia och familjen Melolonthidae. Inga underarter finns listade i Catalogue of Life.